# Hamaguchi Yōzō

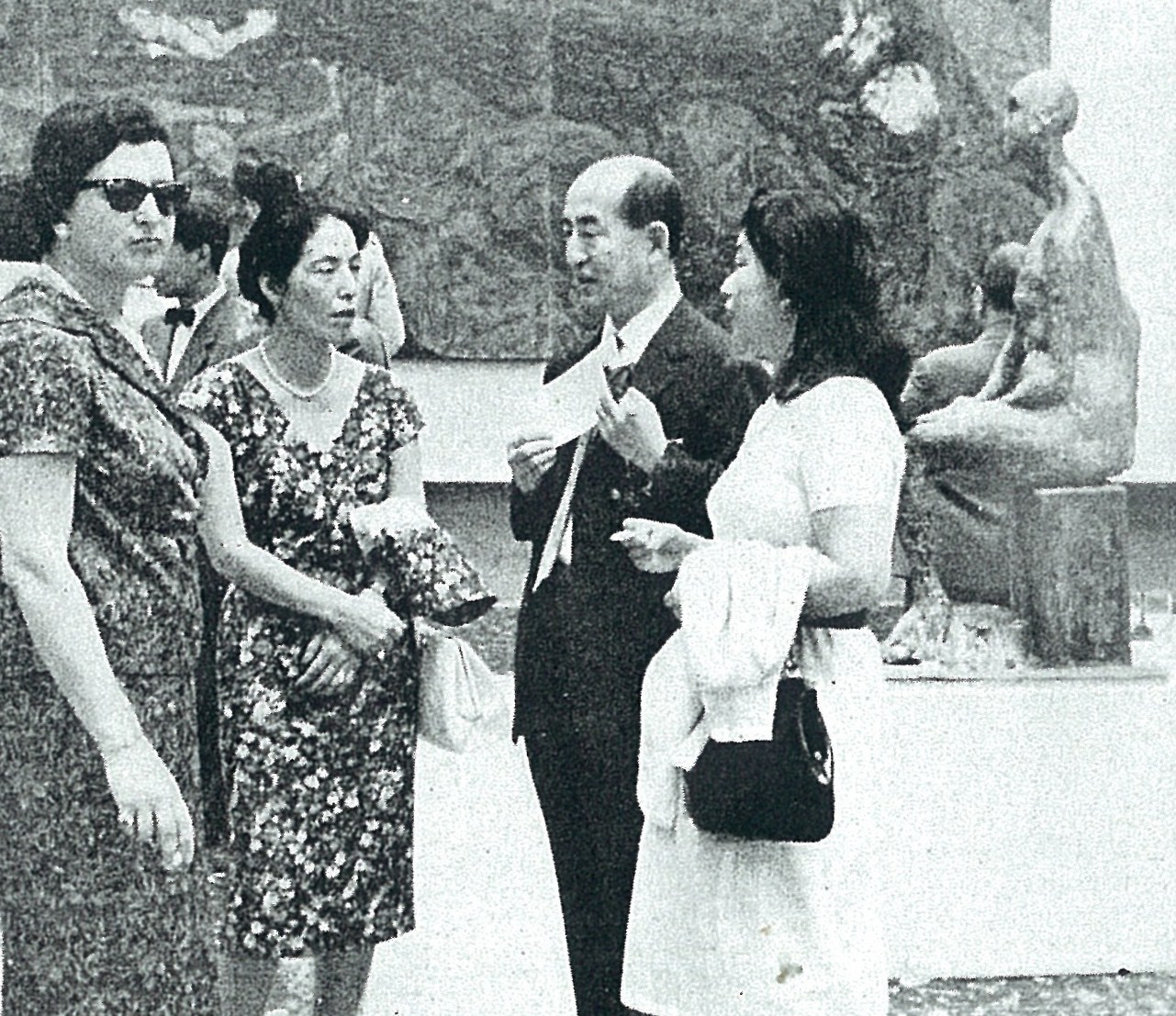
Ehepaar Hamaguchi (rechts) 1960

Hamaguchi Yōzō (japanisch 浜口 陽三; geb. 5. April 1909 in der Präfektur Wakayama; gest. 26. Dezember 2000) war ein japanischer Graphiker während der Shōwa-Zeit.

## Leben und Werk
Hamaguchi zog im Alter von sechs Jahren nach Chōshi in der Präfektur Chiba, wo seine Familie seit vielen Generationen Soya-Soße unter dem Namen Yamasa herstellt. Er besuchte in Tōkyō die Keika-Mittelschule und begann danach eine Malerei-Ausbildung unter Kobayashi Mano (小林 萬吾; 1870–1947) und lernte Bildhauerei unter Tatehata Daimu (建畠 大夢; 1880–1942).
Ab 1927 besuchte Hamaguchi die Kunstakademie Tōkyō (die Vorläufereinrichtung der heutigen Kunsthochschule), verließ diese aber bereits 1930 und ging nach Frankreich. Dort malte er Ölbilder und stellte aus im Salon d’Automne, Salon des Indépendants und im Salon des Tuieries. 1937 nahm er an der Gründung der japanischen „Vereinigung freier Künstler“ (自由美術家協会, Jiyū bijutsuka kyōkai) teil, 1939 kehrte er nach Japan zurück. Während seines Aufenthaltes in Frankreich hatte Hamaguchi nicht nur Ölbilder gemalt, sondern sich auch mit der Aquarellmalerei befasst und auch mit Drucktechniken experimentiert. Nach dem Pazifik-Krieg widmete er sich ausschließlich der Drucktechnik.
1953 kehrte Hamaguchi nach Frankreich zurück und nahm dort seinen ständigen Wohnsitz. Er entwickelte eine Drucktechnik mit Kupferplatten, die es erlaubte, Zwischentöne und Farben wiederzugeben. Er gewann mit seinen Drucken, die detailliert mit Tiefenwirkung und ästhetisch ansprechend ausgeführt sind, eine Reihe von Preisen, so den Preis des Nationalmuseums für moderne Kunst auf der ersten Tokyo International Print Biennale 1957, einen Preis auf der vierten Biennale von São Paulo im selben Jahr, und einen Großen Preis auf der vierten Internationalen Biennale von Ljubljana 1961. Seit 1986 war er Mitglied der Académie royale des Sciences, des Lettres et des Beaux-Arts de Belgique (Classe des Beaux-Arts).
Zu seinen bekannten Bildern gehören die „Dächer von Paris“ (パリの屋根, Pari no yane), „Blaue Gläser“ (青ガラス, Aoi garasu), „Vier Kirschen“ (四つのさくらんぼ, Yotsu no sakurambo) und „Kürbis“ (西瓜, Suika). Seine Frau Minami Keiko (南桂子; 1911–2004) war ebenfalls Graphikerin.
1998 eröffnete die Yamasa Corporation in Tōkyō ein Museum mit circa 60 Werken von Hamaguchi.